# Anderson Bonabart
Anderson Bonabart (* 4. Mai 1980) ist ein ehemaliger mikronesischer Schwimmer.

## Biografie
Bei den Olympischen Sommerspielen 2004 in Athen gehörte Anderson Bonabart der Delegation des Pazifikstaates an. Er startete über 50 Meter Freistil, wo er den 68. Platz belegte.